# Uloža
Uloža je obec na Slovensku, v okrese Levoča v Prešovském kraji.
V obci žije 220 obyvatel. V roce 2011 zde žilo 192 obyvatel.

## Geografie
Obec leží ve střední části na jižních svazích Levočských vrchů. Členitý povrch území se rozkládá v nadmořské výšce v rozmezí 500 až 975 m, střed obce leží ve výšce 870 m n. m. Území je tvořeno pískovci terciérního flyše. V severní části zalesněného území se nacházejí prameny Levočského potoka, který je levostranným přítokem Hornádu. Na území obce převládají pastviny a horské louky.

### Sousední obce
Obec sousedí:
|               | Levoča        | Vyšné Repaše |
| Levoča        |               | Jablonov     |
| Spišský Hrhov | Klčov, Doľany |              |

## Historie
První písemná zmínka pochází z roku 1280, kde je uváděna jako Olusa. Další názvy byly Olus v roce 1284,  Kypperserde (1312), Köperen (1328), Wlose alias Keperehrn (1564), Uloza (1773), Ulosza (1786), Úloža (1920), od roku 1927 jako Uloža;  maďarsky Ulozsa, Köperény, německy Köppern, Köpperschern. Obec byla poddanskou obcí města Levoča až do roku 1848. V roce 1553 obec platila daň z 4,5 porty. Koncem 16. století bylo v obci 16 domů, v roce 1787 žilo v 46 domech 303 obyvatel a v roce 1828 žilo 403 obyvatel v 56 domech. Hlavním zaměstnáním bylo pastevectví a zemědělství. V meziválečném období to bylo zemědělství, chov dobytka a práce v lesích.

## Památky
- V obci se nachází barokní římskokatolický farní kostel svatého Jana Křtitele z 1. poloviny 18. století. Jedná se o kostel postavený na starších základech původního středověkého kostela přestavěný v roce 1754. Kostel je jednolodní stavba s trojbokým závěrem, přistavěnou sakristií a věžičkou na střeše kostela. Fasáda je hladká členěná okny s půlkruhovým záklenkem. Střešní věžička má cibulovou střechu. V interiéru je kostel zaklenutý křížovou klenbou s hřebínky a lunetami.[8] Nad vstupem je umístěna kruchta s jednomanuálovými varhany z roku 1933 od varhanářské firmy Rieger.[9] Ze starších památek kostela se dochovala gotická socha Madony z poloviny 14. století, gotická křtitelnice je z 16. století a rokoková kazatelna z 18. století.[8] Kostel náleží pod římskokatolickou farnost Uloža děkanátu Levoča diecéze spišské.[10][11]

- Pro obec jsou typické tříprostorové roubené domy a roubené hospodářské budovy na zděné podezdívce se šindelovými střechami z 19. století. Roubené sýpky a sklepy mají šindelové sedlové střechy.[12]

V okolí obce se daří turistice, vede tudy lyžařská trasa a turistická stezka.